# A Very Veggie Easter
A Very Veggie Easter é um álbum baseado na série de vídeos VeggieTales. Ele foi produzido pouco depois do lançamento do episódio As Easter Carol, e foi lançado em 2006.

## Faixas
1. "Hosanna Loud Hosanna"
2. "All Around the World"
3. "Christ The Lord Is Risen Today"
4. "The Easter Bunny Hop"
5. "The Easter Song"
6. "How Now Easter Cow"
7. "Count Your Eggs"
8. "An Empty Egg"
9. "Hope's Song"
10. "First Things First"
11. "Christ The Lord Is Risen Today"
12. "I Know That My Redeemer Liveth"